# إيلينا ناثانيل
إيلينا ناثانيل (باليونانية: Έλενα Ναθαναήλ)‏ هي ممثلة يونانية، ولدت في 19 يناير 1947 بأثينا في اليونان، وتوفيت بنفس المكان في 4 مارس 2008 بسبب سرطان الرئة.

## وصلات خارجية
- إيلينا ناثانيل على موقع IMDb (الإنجليزية)
- إيلينا ناثانيل على موقع ألو سيني (الفرنسية)
- إيلينا ناثانيل على موقع قاعدة بيانات الفيلم (الإنجليزية)
- إيلينا ناثانيل على موقع كينوبويسك (الروسية)